# Adams (condado de Green, Wisconsin)
Adams es un pueblo ubicado en el condado de Green en el estado estadounidense de Wisconsin. En el censo de 2010 tenía una población de 530 habitantes y una densidad poblacional de 5,65 personas por km².

## Geografía
Adams se encuentra ubicado en las coordenadas 42°43′36″N 89°46′44″O / 42.72667, -89.77889. Según la Oficina del Censo de los Estados Unidos, Adams tiene una superficie total de 93.73 km², de la cual 93.73 km² corresponden a tierra firme y (0%) 0 km² es agua.

## Demografía
Según el censo de 2010, había 530 personas residiendo en Adams. La densidad de población era de 5,65 hab./km². De los 530 habitantes, Adams estaba compuesto por el 98.3% blancos, el 0% eran afroamericanos, el 0.57% eran amerindios, el 0% eran asiáticos, el 0% eran isleños del Pacífico, el 0.94% eran de otras razas y el 0.19% pertenecían a dos o más razas. Del total de la población el 0.75% eran hispanos o latinos de cualquier raza.